# Montoir-de-Bretagne

Localització de Montoir-de-Bretagne

Montoir-de-Bretagne (en bretó Mouster-al-Loc'h) és un municipi francès, situat a la regió de país del Loira, al departament de Loira Atlàntic, que històricament ha format part de la Bretanya. L'any 2006 tenia 6.310 habitants. Limita amb els municipis de Saint Nazaire, Saint-Malo-de-Guersac i Donges.

## Demografia
| Evolució de la població Ehess i INSEE |       |       |       |       |      |       |       |       |
| 1793                                  | 1800  | 1806  | 1821  | 1831  | 1836 | 1841  | 1846  | 1851  |
| 3 119                                 | 3 149 | 3 577 | 3 871 | 3 985 | -    | 4 500 | 4 572 | 5 023 |

| 1856  | 1861  | 1866  | 1872  | 1876  | 1881  | 1886  | 1891  | 1896  |
| ----- | ----- | ----- | ----- | ----- | ----- | ----- | ----- | ----- |
| 5 269 | 5 388 | 4 527 | 4 859 | 4 603 | 5 412 | 7 225 | 6 942 | 8 277 |

| 1901   | 1906  | 1911   | 1921  | 1926  | 1931  | 1936  | 1946  | 1954  |
| ------ | ----- | ------ | ----- | ----- | ----- | ----- | ----- | ----- |
| 10 272 | 9 756 | 10 739 | 6 285 | 3 860 | 3 698 | 3 592 | 3 681 | 4 695 |

| 1962  | 1968  | 1975  | 1982  | 1990  | 1999  | 2006 | 2011 | 2016 |
| ----- | ----- | ----- | ----- | ----- | ----- | ---- | ---- | ---- |
| 4 658 | 5 171 | 5 352 | 5 772 | 6 585 | 6 204 | -    | -    | -    |

| 2019 | - | - | - | - | - | - | - | - |
| ---- | - | - | - | - | - | - | - | - |
| -    | - | - | - | - | - | - | - | - |

## Administració
| Període   | Identitat        | Partit        |
| --------- | ---------------- | ------------- |
| 1983-1995 | Hubert Bouyer    |               |
| 1995-     | Michèle Lemaître | Divers gauche |